# Els Alforins (ZEPA)
Els Alforins (ZEPA) este o arie protejată (arie de protecție specială avifaunistică — SPA) din Spania întinsă pe o suprafață de 6.520,79 ha, integral pe uscat.

## Localizare
Centrul sitului Els Alforins (ZEPA) este situat la coordonatele 38°45′48″N 0°49′54″W / 38.7633°N 0.8317°V.

## Înființare
Situl Els Alforins (ZEPA) a fost declarat arie de protecție specială avifaunistică în iunie 2009 pentru a proteja 18 specii de animale.

## Biodiversitate
Situată în ecoregiunea mediteraneană, aria protejată nu include niciun habitat protejat.
La baza desemnării sitului se află mai multe specii protejate de  păsări (18): fâsă-de-câmp (Anthus campestris), acvilă de munte (Aquila chrysaetos), pasărea ogorului (Burhinus oedicnemus), ciocârlie-cu-degete-scurte (Calandrella brachydactyla), caprimulg (Caprimulgus europaeus), șerpar (Circaetus gallicus), Falco naumanni, șoim călător (Falco peregrinus), Galerida theklae, acvilă pitică (Hieraaetus pennatus), ciocârlie de pădure (Lullula arborea), ciocârlie de bărăgan (Melanocorypha calandra), Oenanthe leucura, dropie (Otis tarda), Pyrrhocorax pyrrhocorax, turturică (Streptopelia turtur), silvie de tufiș (Sylvia undata), spârcaci (Tetrax tetrax).